# Conulina
Conulina, en ocasiones erróneamente denominada Conuline, es un género de foraminífero bentónico considerado homónimo posterior de Conulina Bronn, 1836, y sustituido por Ripacubana de la subfamilia Rhapydionininae, de la familia Rhapydioninidae, de la superfamilia Alveolinoidea, del suborden Miliolina y del orden Miliolida. Su especie tipo era Conulina conica. Su rango cronoestratigráfico abarcaba el Cretácico.

## Clasificación
Conulina incluía a la siguiente especie:
- Conulina conica †